# عمان (درگزین)
عمان، روستایی در دهستان درگزین سفلی بخش مرکزی شهرستان درگزین در استان همدان ایران است.

## ویژگی‌ها
زبان مردم این روستا ترکی آذربایجانی است. در برخی از منابع اثیرالدین اومانی، شاعر قرن پنجم را برخاسته از این روستا می‌دانند. گویا نام پیشین این روستا اومان بوده‌است.
جوراب بافی در این روستا رونقی خاص داشته که در شهرها و روستاهای اطراف نام جوراب عمان برای همه آشناست. در حال حاضر تولیدی گوهری و مولایی همچنان این صنعت را ادامه می‌دهند. در این روستا اغلب مردم صاحب تاکستان بوده که انگور ارگانیک محصول دست رنج آنها هست و برخی از مردم روستا به دامداری مشغول هستند و در حال حاضر شغل خیاطی یکی از محبوب‌ترین شغل‌ها در این روستا است.

## جمعیت
بر پایه سرشماری عمومی نفوس و مسکن در سال ۱۳۹۵، جمعیت این روستا برابر با ۲٬۳۰۵ نفر (۷۱۰ خانوار) بوده‌است.